# Башня Чжунъюань
Башня Чжунъюань находится в провинции Хэнань, в Китае. Высота стальной башни составляет 388 метров (1273 фута). Строительство было завершено в феврале 2011 года. Используется в качестве телевизионной башни. По состоянию на 2012 год была одной из десяти самых высоких башен в мире.

## Описание
Башня состоит из центрального ядра, окруженного элементами в виде труб, которые создают структуру гиперболоида. Строительство башни было совмещено со строительством нового района Чжэндун, при участии японского архитектора Кисё Курокава.
Смотровая площадка башни имеет аморфную форму, с несколькими отдельными коническими формами, образующими застеклённые платформы.
На третьем и четвёртом этаже смотровой площадки находится самая большая панорама в мире, которая была занесена в Книгу рекордов Гиннесса. Высота панорамы составляет 18 метров, длина 164 метров и площадь — 3012 квадратных метров. Стальная решетка мачты, которая поднимается со смотровой площадки, используется для антенн.
Башня находится на участке площадью 58 000 квадратных метров. Она предназначена для радио и телевизионного излучения в радиусе до 120 километров.

## Награды
Башня Чжунъюань получила премию имени Чжань Tianyou от Китайского общества гражданского строительства в марте 2012 года.